# 蒙普莱桑
蒙普莱桑（法語：Monplaisant，法語發音：[mɔ̃plɛzɑ̃]）是法国多尔多涅省的一个市镇，属于萨拉拉卡内达区。

## 地理
蒙普莱桑（44°47'21"N, 0°59'51"E）面积5.56 平方千米，位于法国新阿基坦大区多爾多涅省，该省份为法国西南部内陆省份，是法國本土面积第三大的省，大致对应佩里戈尔地区，北起顺时针与夏朗德省、上维埃纳省、科雷兹省、洛特省、洛特-加龙省、吉倫特省和滨海夏朗德省接壤。
与蒙普莱桑接壤的市镇（或旧市镇、城区）包括：佩里戈尔地区锡奥拉克、派德贝尔韦斯、萨日拉、圣帕尔杜和维耶尔维克、于尔瓦勒、贝尔韦斯。

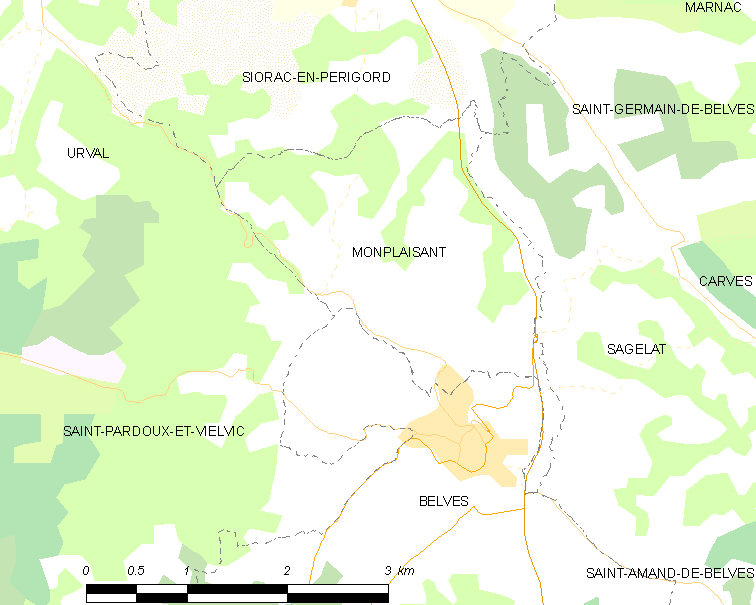
蒙普莱桑的OSM定位图

蒙普莱桑的时区为UTC+01:00、UTC+02:00（夏令时）。

## 行政
蒙普莱桑的邮政编码为24170，INSEE市镇编码为24293。

## 政治
蒙普莱桑所属的省级选区为多尔多涅河谷县。

## 人口

1962-2008年间蒙普莱桑人口变化图示

蒙普莱桑于2022年1月1日时的人口数量为268人。